# مک‌چیکن
مک‌چیکن (انگلیسی: McChicken) یک غذای فوری ساندویچ مرغ است که به وسیله رستوران زنجیره‌ای مک‌دونالدز در شعب خود در سراسر دنیا ارائه می‌دهد. این ساندویچ شامل نان کماج (گرد) گندم، سینه مرغ، کاهو و سس مایونز است. نخستین بار این غذا در سال ۱۹۸۰ میلادی ارائه شد.